# Parc national des Grands-Jardins
Le parc national des Grands-Jardins est un parc national du Québec, situé dans le territoire non organisé de Lac-Pikauba, dans la municipalité régionale de comté (MRC) de Charlevoix située dans la région administrative de la Capitale-Nationale, au Québec, Canada.
Le parc national des Grands-Jardins est une aire protégée visant la conservation du patrimoine naturel de la région de Charlevoix dans lequel certaines activités humaines sont permises. Il constitue l'une des aires centrales de la réserve de la biosphère de Charlevoix, statut octroyé par l'UNESCO en 1988, soit seulement 7 ans après la création du parc. Le parc est géré par le gouvernement québécois grâce à la Société des établissements de plein air du Québec (SÉPAQ).
Ce parc de Charlevoix comporte une superficie de 318,9 km2 accessible par Saint-Urbain dans la région de la Capitale-Nationale. La ville la plus proche du parc est Baie-Saint-Paul.

## Principaux attraits et activités

Logo

Il offre plusieurs activités aux visiteurs du parc autant l’été que l’hiver. Parmi les activités offertes, nous retrouvons entre autres le camping, le canot, le kayak, la randonnée pédestre, la pêche, le ski de fond et la raquette. La SÉPAQ offre aussi des ateliers de découverte permettant d’en apprendre plus sur la faune et la flore qui fréquente le parc et de sensibiliser la population à la fragilité des écosystèmes et aux services que ces derniers nous rendent.

## Histoire

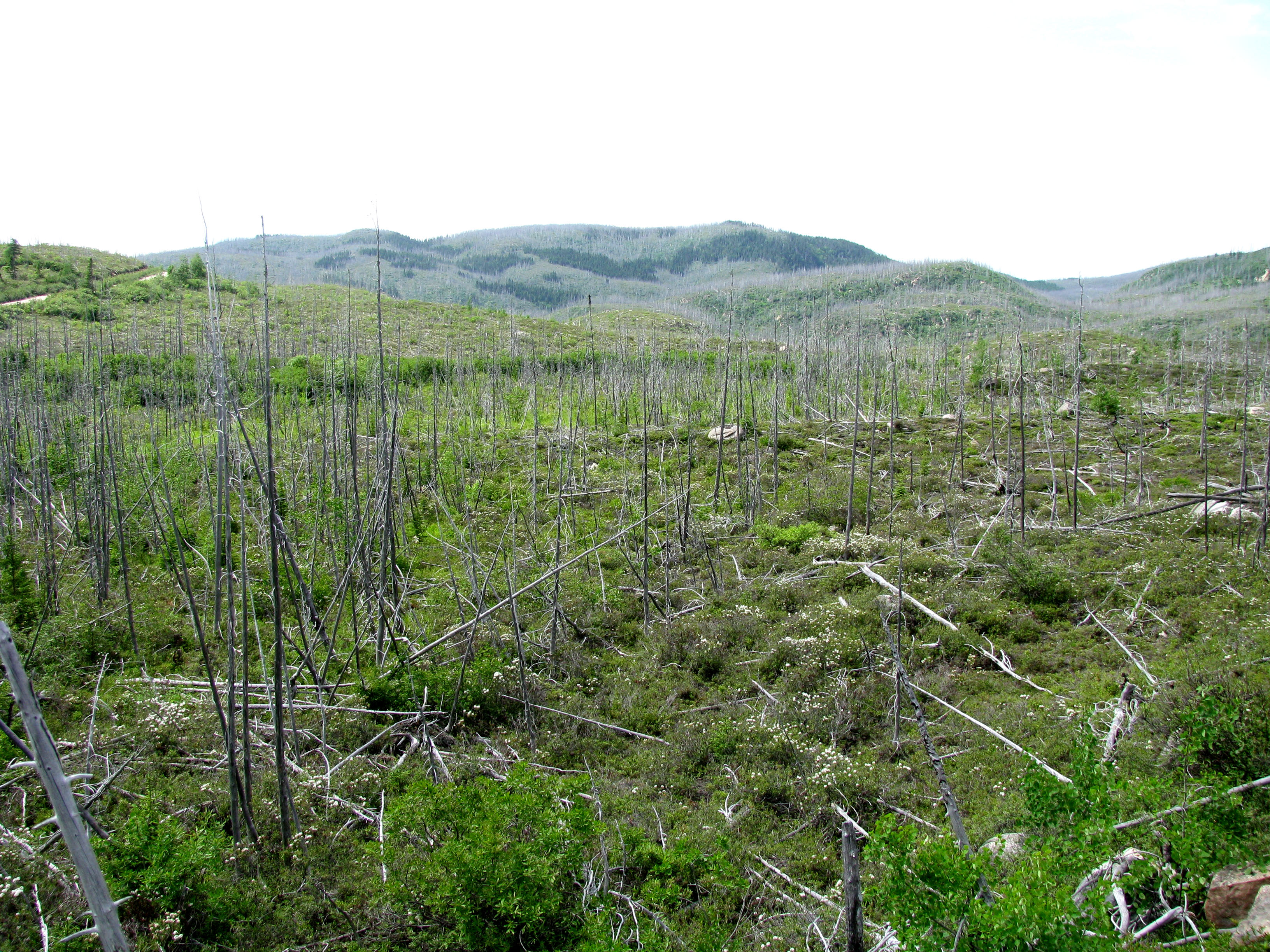
Feu de forêt de 1991 dans le secteur Thomas-Fortin

Avant la création du parc, le 25 novembre 1981, le site était exploité pour la coupe forestière. De 1939 à 1981, cette activité avait affecté 39 % de la superficie du parc national actuel. Le parc possède aussi un patrimoine culturel qui lui est propre. Son passé de lieu de villégiature anglais, de chasse et de pêche avec le Murray River fishing Club, aussi appelé le Club La Roche, un ancien club privé de pêche rajoute à l’histoire de coupe forestière et de dragage qui avait lieu dans le parc avant sa création.
Le parc national des Grands-Jardins protège un milieu fort représentatif de la région naturelle du massif du Lac Jacques-Cartier. Le milieu naturel du parc est dominé par des forêts et environ 30 % du parc a été ravagé par un feu de forêt en 1991 puis en 1999. Bien que le paysage de ces feux soit peu attrayant pour l'œil humain, ils sont essentiels pour le renouvellement de la forêt et pour la création de refuges pour certaines espèces. En effet, les troncs de bois morts au sol ou encore debout ont des abris idéaux pour des espèces d’oiseaux, de rongeurs, d’insectes et de champignons. Quelques années plus tard, la forêt commence déjà à reprendre ses droits et reprend lentement son cycle de succession naturelle.
Le 13 septembre 2017, le parc national des Grands-Jardins est agrandi de 8,9 km2 pour atteindre une superficie de 318,9 km2.

## Géographie

### Topographie

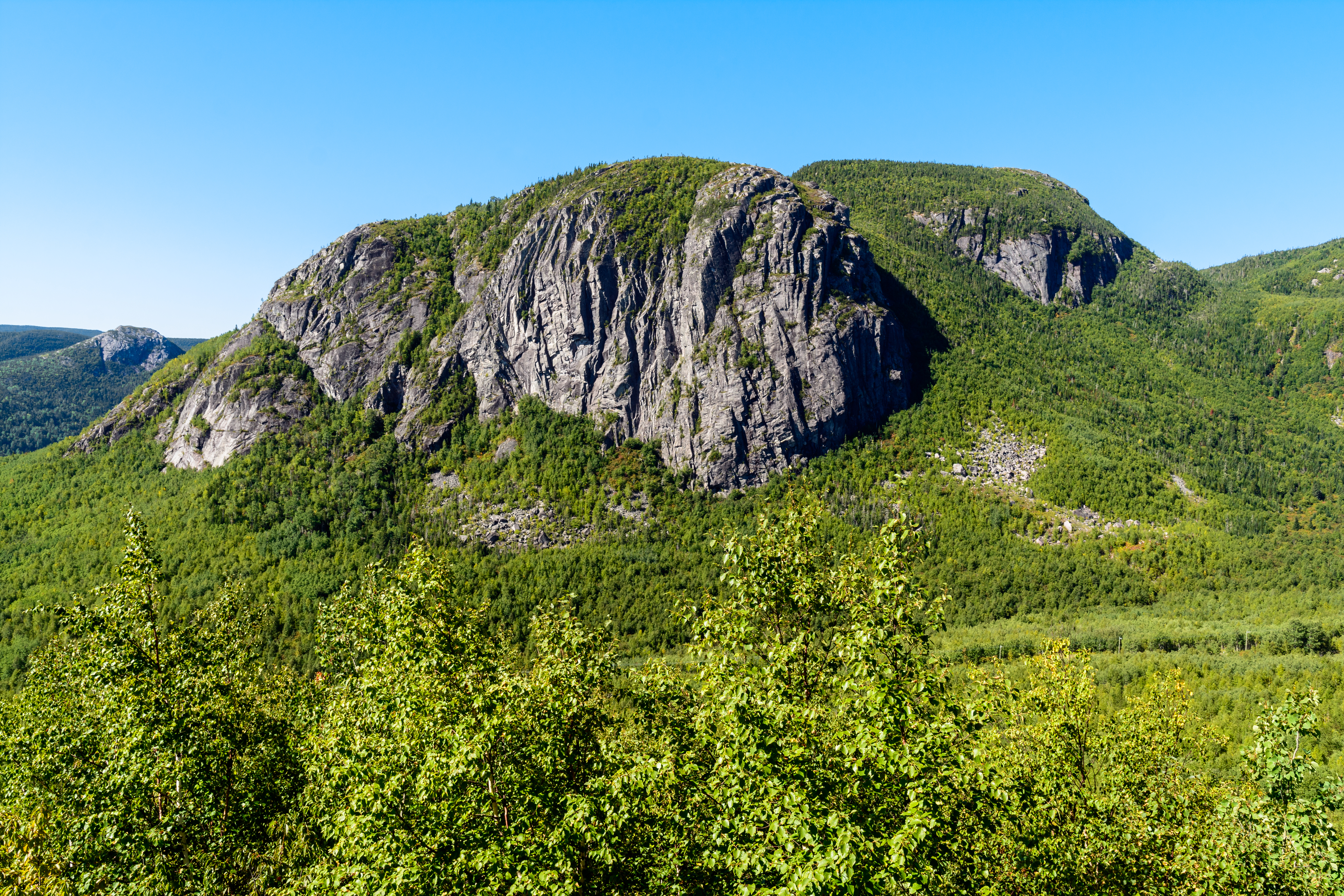
Mont du Lac à Moïse

La topographie du parc est variée en raison des chaînes de montagnes qui caractérisent le parc. Les conditions climatiques du parc peuvent facilement varier d’un endroit à l’autre. Le territoire fait partie du Bouclier canadien et son socle rocheux est surtout composé de roches granitiques telles que la roche ignée. De plus, une partie du territoire est composée d’anorthosite, un type de roche ignée.
- Mont du Lac à Moïse
- Mont du Lac des Cygnes
- Mont de l'Ours
- Mont Jean-Palardy
- Mont René-Richard
- La Chouenne

### Hydrographie

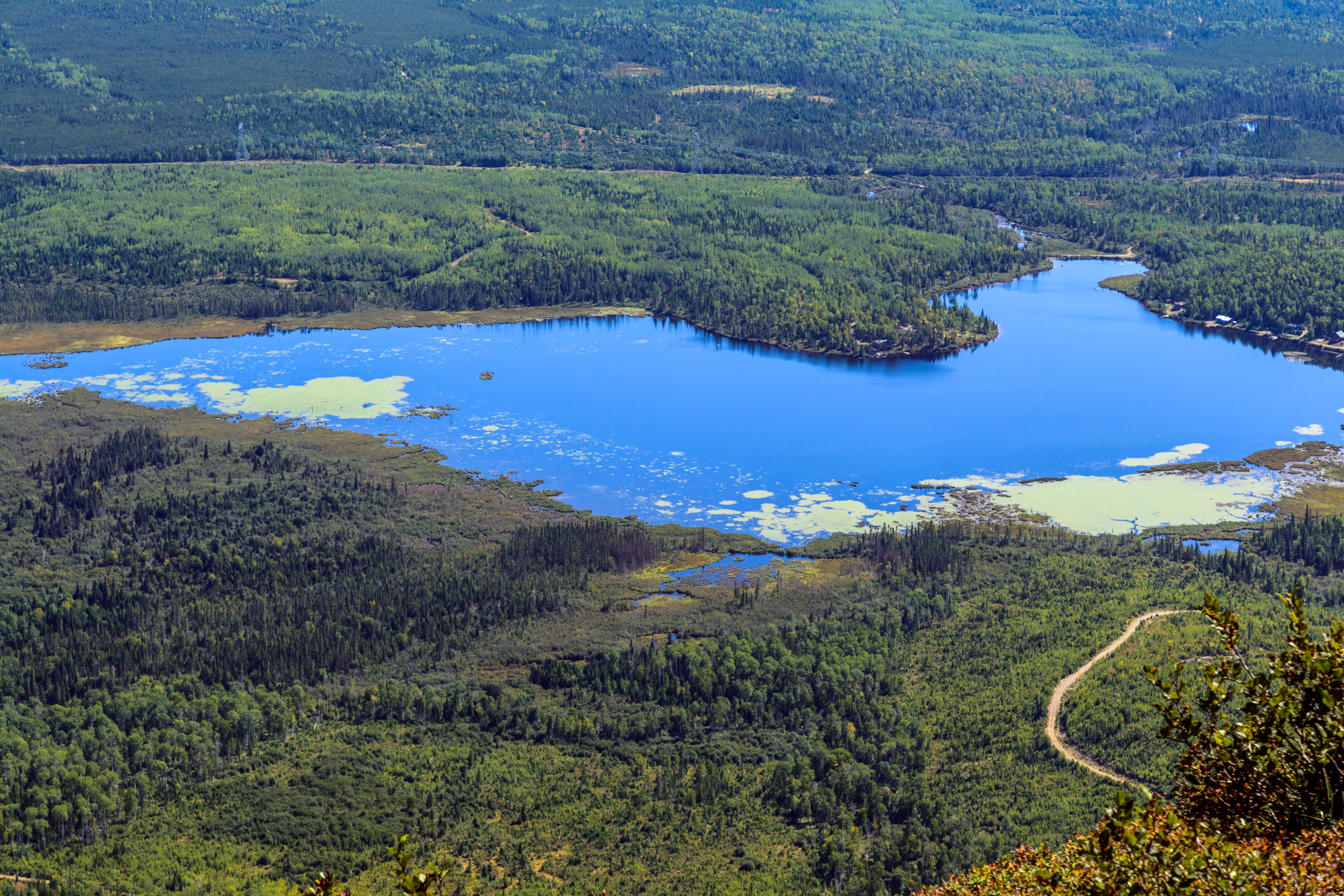
Lac des Cygnes

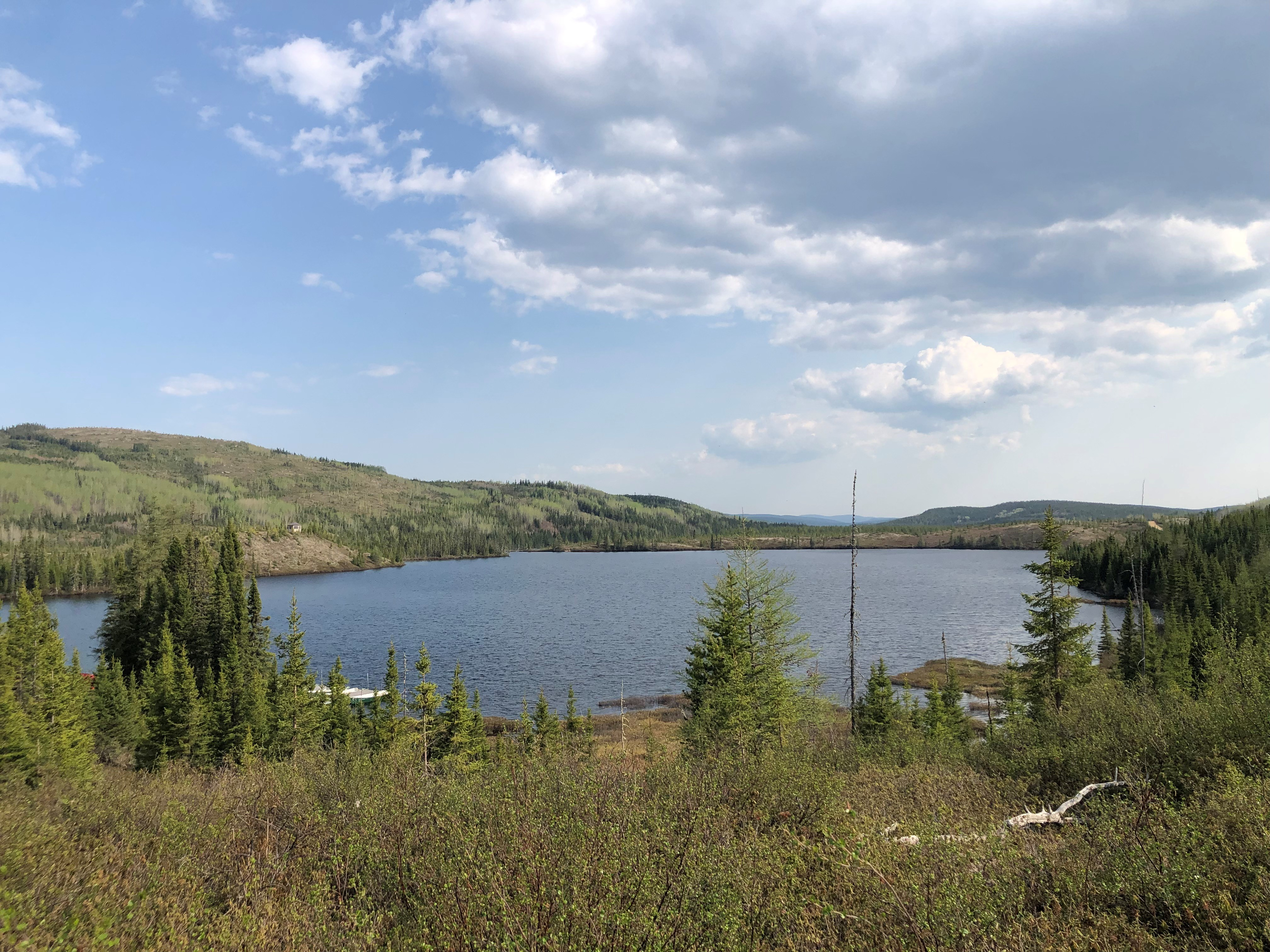
Lac Arthabaska

Le parc comprend plus de 120 plans d’eau ainsi que plusieurs montagnes faisant partie de la chaîne de montagnes de Laurentides. Les sommets de ces montagnes sont protégés en raison de la fragilité des écosystèmes présents aux sommets qui sont sensibles au piétinement des randonneurs. Ces sommets sont tout de même accessibles aux randonneurs par des sentiers balisés et aménagés. Les plans d’eau constituent 3,6 % de la superficie du parc et les deux bassins versants les plus importants sont la rivière Malbaie et la rivière Sainte-Anne-du-Nord.

## Faune
Le parc offre un habitat privilégié pour plusieurs animaux. Trois types d’habitats distincts sont observables dans le parc: de jeunes forêts qui ont été créées par des feux naturels et des coupes forestières, des forêts matures composées d’épinette noire et de sapin baumier au couvert fermé et de la taïga rappelant le Grand Nord québécois. Les milieux de taïgas semblables à celui du parc national des Grands-Jardins se retrouvent normalement à plus de 500 kilomètres plus au nord de là, soit au-dessus du 52e parallèle. Ces différents habitats permettent d’abriter une variété d’animaux dont certains ont un statut menacé ou vulnérable. Nous retrouvons notamment des populations d'orignaux, de caribous des bois, d'ours noir, de renard roux, de porc-épic, de plongeon huard, de tétras du Canada, de loups, de plusieurs lynx ainsi que plusieurs autres espèces.
En raison de la diversité des habitats que l’on retrouve à l’intérieur du parc national, plusieurs espèces fréquentent ce dernier, dont trois espèces qui sont classées vulnérables, soit le caribou des bois de l’écotype forestier, la grive de Bicknell et le garrot d’Islande. Ces espèces possèdent le statut le plus grave selon la Loi sur les espèces menacées ou vulnérables du Québec. On l’y retrouve aussi sept espèces susceptibles d’être désignées menacées ou vulnérables, soit l’omble chevalier, l’aigle royal, le faucon pèlerin, l'engoulevent d’Amérique, le martinet ramoneur, le campagnol des rochers, le cougar et le campagnol-lemming de Cooper,. Le parc abrite évidemment plusieurs espèces de mammifères, d’oiseaux, d’amphibiens, de poissons et d’insectes.

### Mammifères
La catégorie des mammifères regroupe autant de grands mammifères que de petits rongeurs passant ainsi de l’orignal à l’ours et au porc-épic. Nous retrouvons donc les mammifères suivants : plusieurs espèces de musaraignes (la grande musaraigne, la musaraigne cendrée, fuligineuse, palustre et pygmée), la condylure à nez étoilé, le lièvre d’Amérique, l’écureuil roux, le grand polatouche, la marmotte commune, le castor du Canada, plusieurs espèces de campagnols (à dos roux de Gapper, des champs, des rochers, lemming de Cooper), de phénacomys, de rat musqué, quelques espèces de souris (sylvestre, sauteuse des bois et sauteuse des champs), de porc-épic d’Amérique, de coyote, de loup gris, de renard roux, d’ours noirs, de raton laveur, de belette à longue queue, d’hermine, de loutre de rivière, de caribou des bois, de cerf de virginie, d’orignal, de martre d’Amérique, de vison d’Amérique, de moufette rayée, de cougar et de lynx du Canada. Cela s’explique par les habitats variés qu’offre le vaste territoire du parc national des Grands-Jardins.

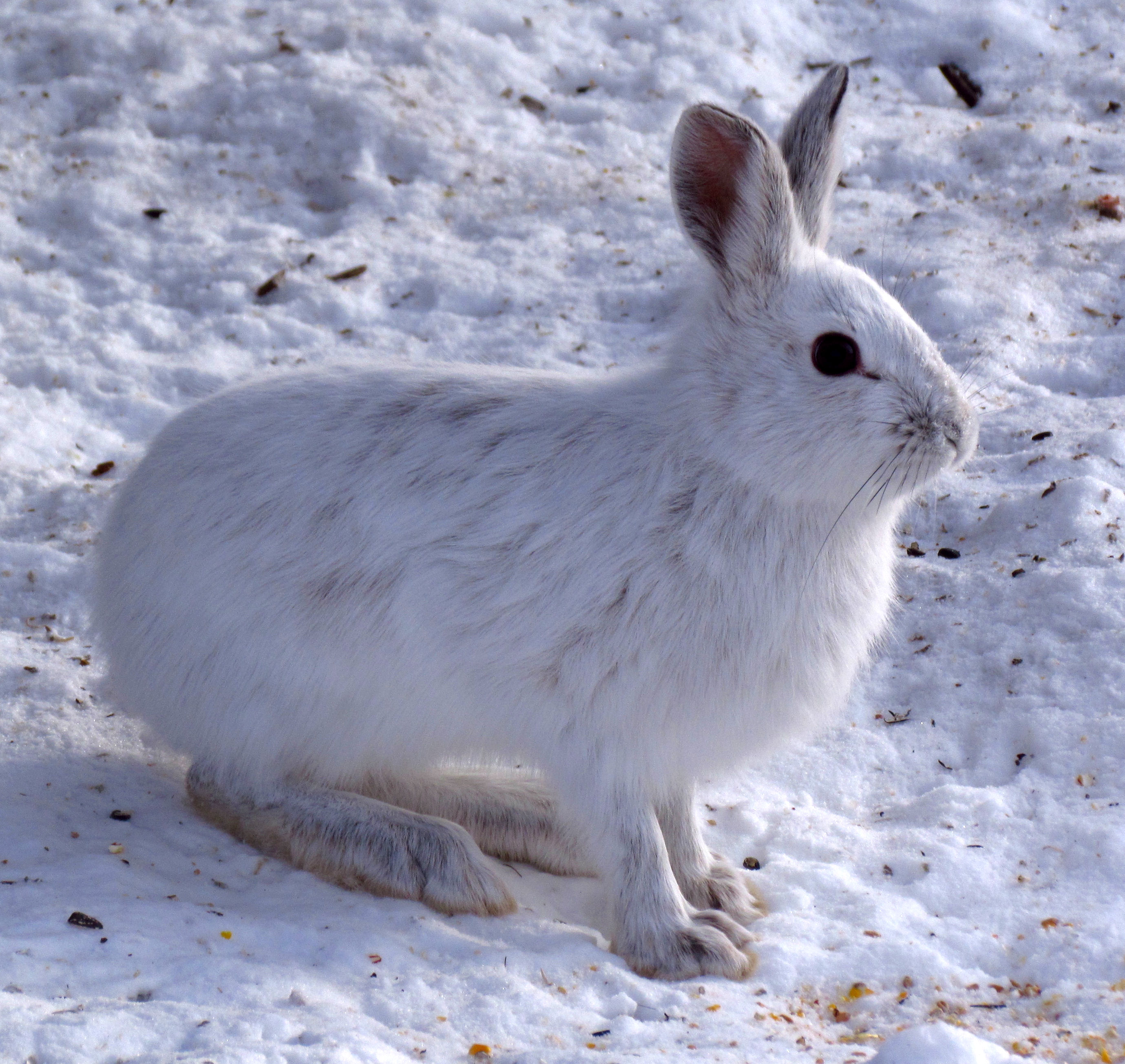
Lièvre d'Amérique.

Le lièvre d’Amérique est l’une des espèces les plus importantes du parc (et même du Canada) d’un point de vue écologique, car il représente une source de nourriture pour un bon nombre de prédateurs qui fréquent le parc national et la forêt boréale en général tel que le lynx du Canada, le renard roux et le coyote. De plus, il se nourrit de plusieurs plantes et arbustes de la forêt boréale.
Le caribou des bois (Rangifer tarandus caribou) est un mammifère très sensible à la présence de l’homme. Une présence trop importante sur son territoire peut déranger l’espèce et modifier son comportement et l’amener à fréquenter des lieux moins propices pour l’espèce, rendant les caribous plus vulnérables à ses prédateurs tels que le loup et l’ours noir. Le territoire du parc des Grands-Jardins est un milieu important pour la mise bas, le rut et l’alimentation hivernale du caribou des bois et joue un rôle déterminant dans la conservation de l’espèce. Il vit notamment dans les forêts résineuses matures où les lichens arboricoles sont très présents.
L’ours noir, animal omnivore dont l’alimentation est composée principalement de végétaux, est  abondant dans le parc national. Il s’alimente toutefois aussi de faons qui sont des proies faciles pour l’ours lorsqu’ils se risquent hors de la forêt dense. L’ours préfère les sites ouverts et semi-ouverts où la végétation constituant une bonne partie de son alimentation est plus abondante et s’aventure rarement dans la forêt dense du parc[réf. souhaitée].
Le lynx du Canada (Lynx canadensis) est un félin sauvage de la forêt boréale qui vit dans des habitats variés dominés par les forêts de peuplement matures. Il est l’un des trois félins sauvages qui habitent le Canada avec le lynx roux auquel il ressemble beaucoup et le cougar. Ce carnivore se nourrit principalement de lièvres d’Amérique que l’on retrouve dans le parc. Ainsi le parc national des Grands-Jardins est un habitat propice à cette espèce. C’est par contre un félin timide et secret puisqu’il est rarement observé.
Le campagnol lemming de Cooper (Synaptomys cooperi) est un petit rongeur qui fréquente les milieux humides. Il vit dans des terriers aménagés dans les tourbières à sphaigne et les marais herbeux. C’est une espèce rare au Canada qui a été très peu étudiée à ce jour.

### Oiseaux
Le parc abrite aussi un nombre non négligeable d’espèces d’oiseaux migrateurs et non migrateurs. Le plongeon huard, l’aigle royal, le pic à dos noir, le garrot d'Islande, le faucon pèlerin, la grive de Bicknell et le tétras du Canada en sont une petite liste non exhaustive.
Le plongeon huard, habile plongeur, vit dans les lacs poissonneux puisqu’il est un grand prédateur des milieux aquatiques. Sa présence indique une bonne santé des lacs qu’il fréquente[réf. souhaitée]. L’aigle royal, quant à lui, vit dans les parois rocheuses et les milieux ouverts ou semi-ouverts. Le Faucon pèlerin vit aussi dans les parois rocheuses et les milieux ouverts du parc national. Le pic à dos noir joue un rôle important dans les forêts brûlées puisqu’il crée des cavités dans les arbres morts afin de se nourrir des insectes qui adorent ce milieu. Les cavités ainsi créées servent ensuite à plusieurs espèces. La Grive de Bicknell qui est un oiseau forestier préfère plutôt les forêts denses et en régénération comme habitat. Le garrot d’Islande (Bucephala islandica), oiseau nicheur arboricole, vit dans les chicots de grandes tailles pour la nidification et les lacs sans poisson comme source d’alimentation des canetons. Finalement, le tétras du Canada, ressemblant à une petite poule, habite les forêts de conifères à l’année. C’est une espèce facilement observable par les visiteurs, cumulant 10 % des observations fauniques rapportées[réf. souhaitée].

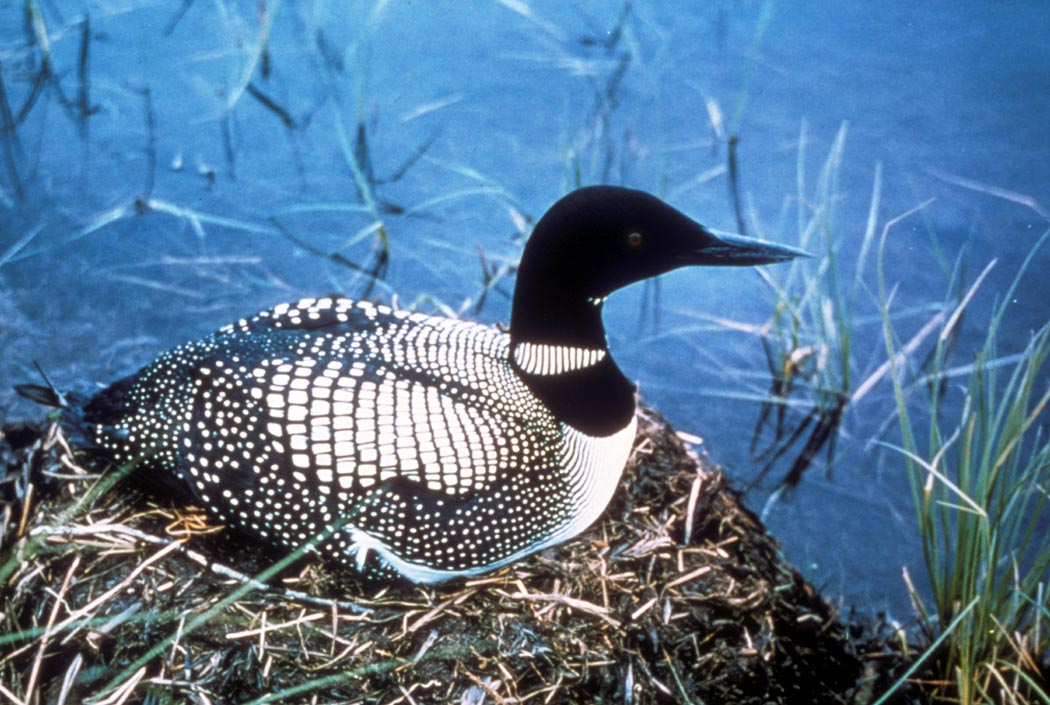
Plongeon huard
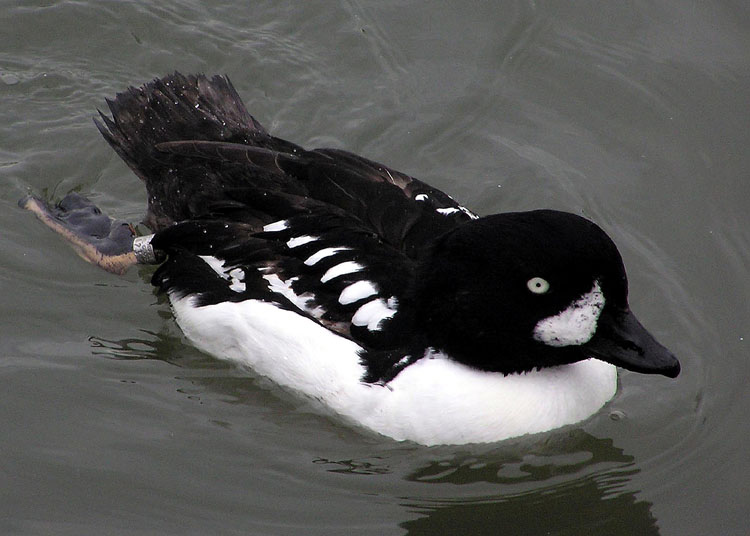
Garrot d'Islande
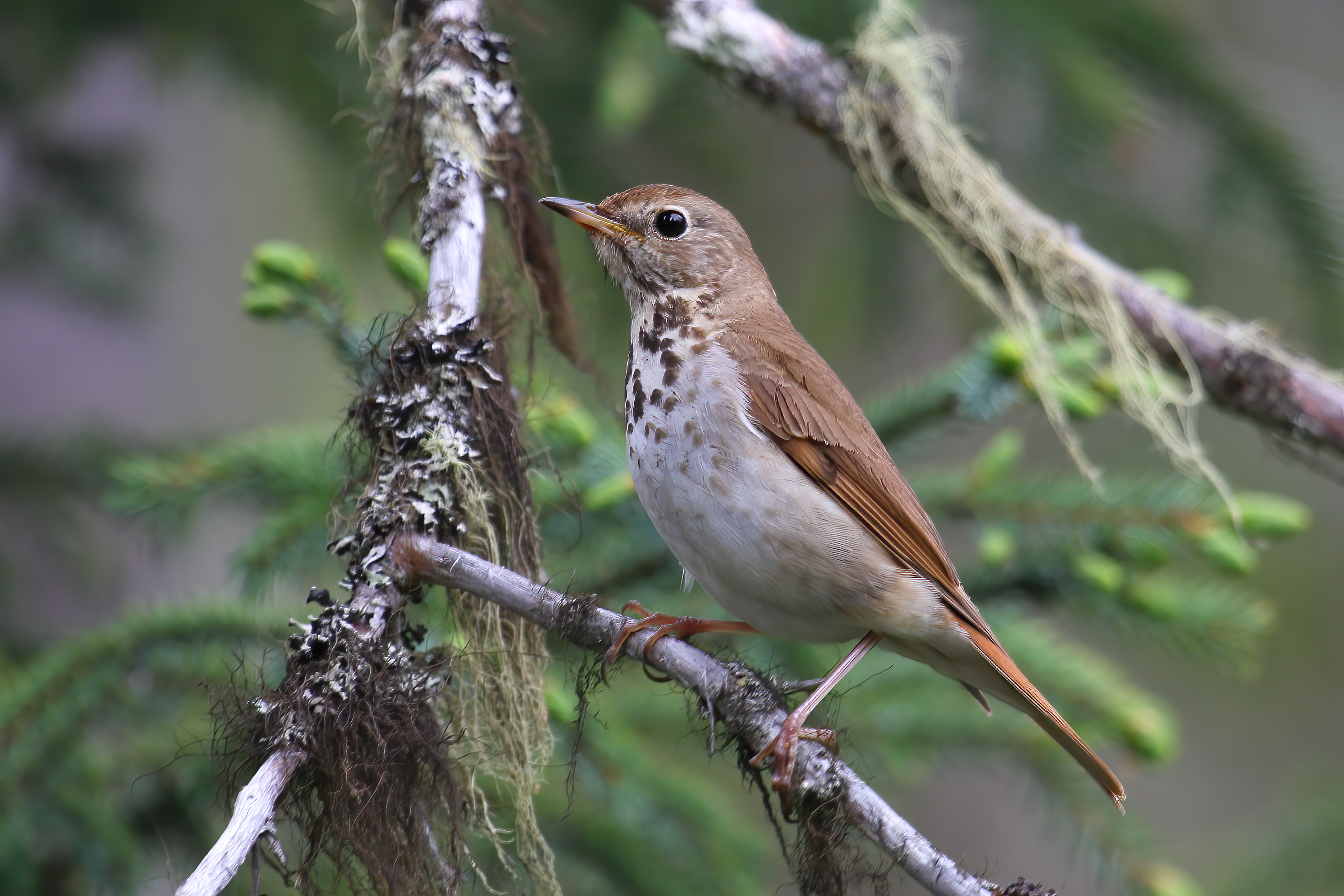
Grive solitaire
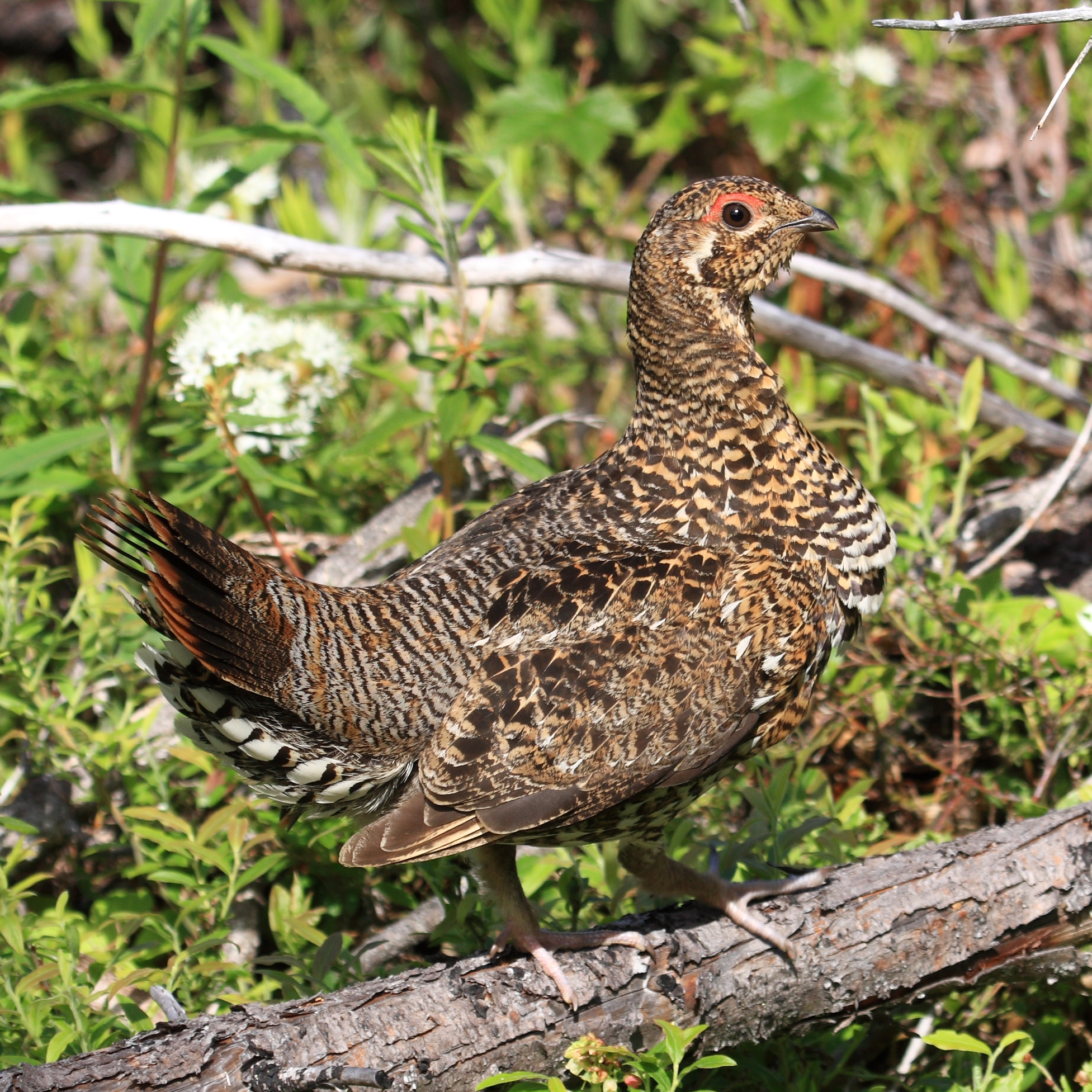
Tétras du Canada

### Faune marine
Les lacs et autres milieux marins sont des habitats intéressants pour une variété d’amphibiens (espèces de plethodontidae, bufonidae, hylidae, ranidae et colubridae) et de poissons. Parmi les amphibiens, nous retrouvons la salamandre à deux lignes, le crapaud d’Amérique, la rainette crucifère, la grenouille des bois, la grenouille verte, la grenouille du Nord et finalement la couleuvre rayée.  L’omble chevalier et l’omble de fontaine sont deux espèces de poissons qui fréquentent le parc national.

## Flore

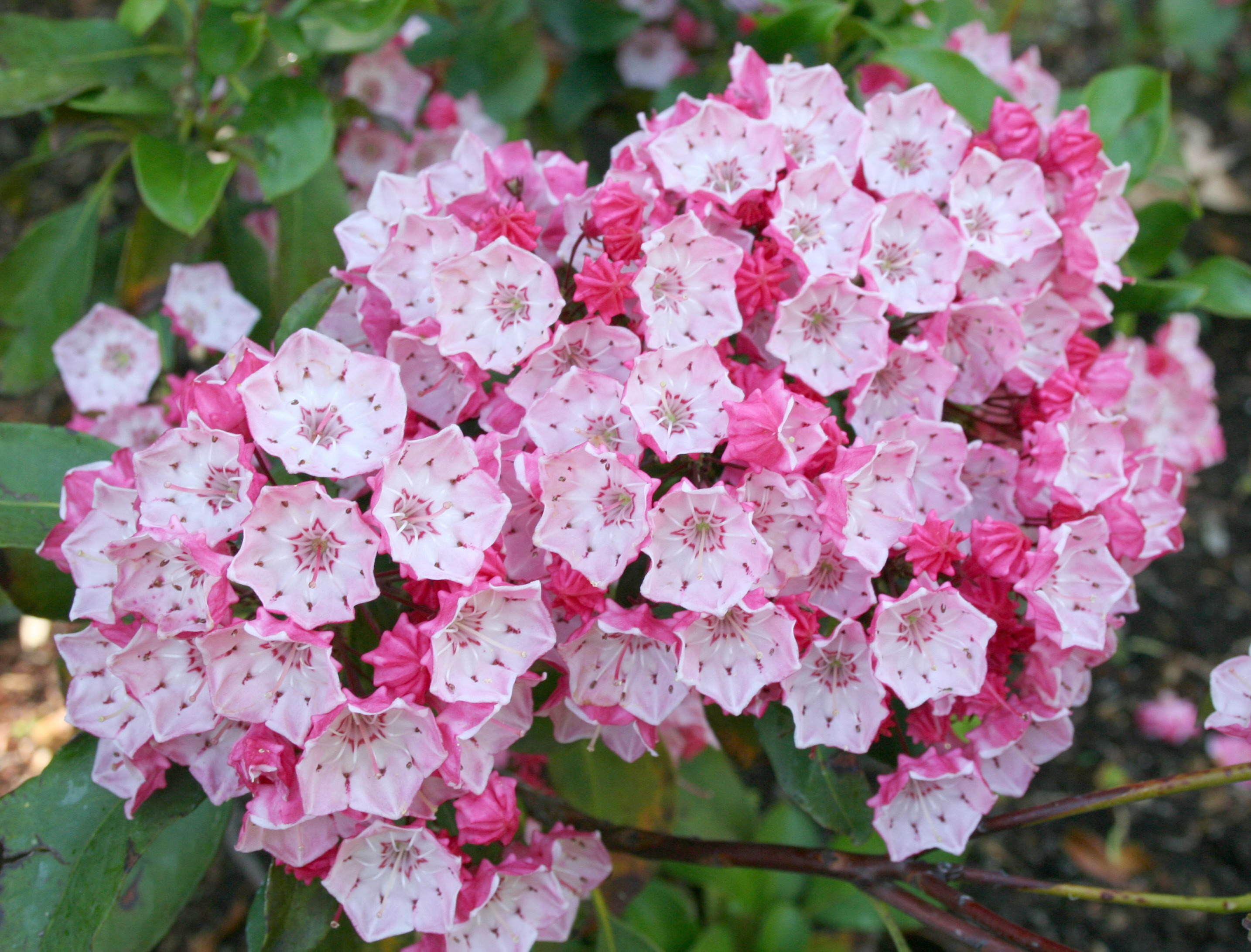
Kalmia latifolia Clementine Churchill

Le parc est composé de différents habitats en raison de sa topographie diversifiée, passant de hautes montagnes à de grands lacs. C’est pourquoi nous y retrouvons des habitats forestiers qui dominent le paysage, des habitats ouverts, des habitats de taïga composés principalement de lichens ainsi que des habitats aquatiques variés. Le parc permet de protéger un site à caractère exceptionnel que sont les pessières à cladonie, soit un échantillon de taïga qui est singulier pour le sud du Québec. Ce type d’habitat se retrouve normalement plus au nord du Québec. Ces différents types d’habitats abritent une grande variété de plantes de quatre catégories différentes : les éricacées, les lichens, les tourbières et les arbres.

Une quinzaine d’espèces de la famille des éricacées sont observables dans le parc. Leur floraison s’étend du début juin jusqu’à la fin de l’été. L’une des fleurs les plus facilement observables est probablement la Kalmia à feuilles étroites (Kalmia augustifolia) qui possède des fleurs roses en forme de soucoupe. Le parc abrite aussi le Thé du Labrador (Rhododendron groenlandicum), quelques variétés d’airelles (Vaccinium sp.) qui produisent des bleuets et des canneberges, la pirole à une fleur (Moneses uniflora), la gaulthérie hispide (Gaultheria hispidula), l’Andromède glauque (Andromeda polifolia var. glaucophylla) et la cassandre caliculée (Chamaedaphne calyculata). 

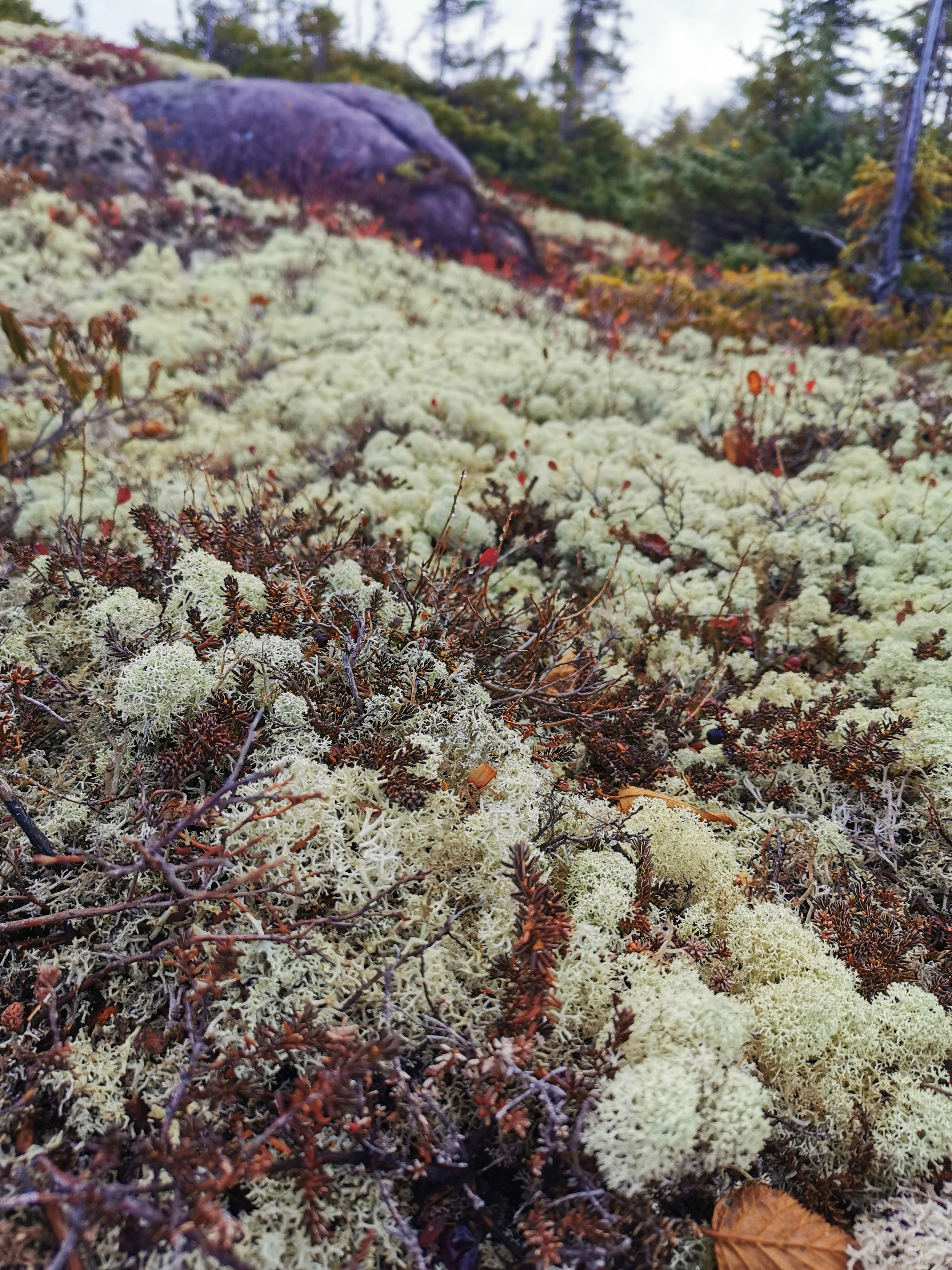
Lichens cladoni

Une deuxième famille de plantes est très abondante dans le parc, c’est celle du lichen qui est représentée au parc des Grands-Jardins par 200 espèces différentes. Les différentes espèces colonisent différentes parties du parc. Certains lichens sont plus adaptés au sol alors que d’autres colonisent les arbres ou les parois rocheuses. L’on retrouve différentes espèces de lichens crustacés et foliacés qui poussent principalement sur les roches dans les monts de l’ours et du lac des Cygnes. Les lichens de type Bryoria et Usnea se retrouvent, quant à eux, sur les arbres matures de la forêt boréale. Finalement, les lichens fruticuleux du genre cladoni poussent sur le sol directement. Les lichens sont une composante importante de l’écosystème puisqu’ils sont la source principale de nourriture pour certaines espèces, notamment pour le caribou des bois en hiver.
Deux tourbières remarquables sont présentes sur le territoire du parc national. Ce sont des habitats rares pour le sud du Québec. La première tourbière est celle à pergélisol du mont de l’ours et le deuxième est la tourbière réticulée du lac Malbaie.
Les arbres présents dans le parc sont principalement des épinettes noires et des sapins baumiers qui s’apparentent à la forêt boréale canadienne. On y retrouve aussi des mélèzes et des pins gris. La forêt boréale, que l’on retrouve dans le parc national, est dominée par les conifères qui sont particulièrement bien adaptés au dur climat boréal. On y retrouve tout de même quelques espèces d’arbres à feuilles caduques qui sont aussi bien adaptées au climat boréal tel que le peuplier faux-tremble. Ce type de forêt est très important pour une grande partie des oiseaux migrateurs de l’Amérique du Nord. 

## Projet de recherche et de conservation
Quelques projets de recherche ont lieu présentement dans le parc et s’attardent principalement aux nombreux lacs présents dans le parc. Le premier est celui de la restauration de tributaires et d’émissaires des lacs pour améliorer la qualité des frayères qui est réalisé en partenariat avec la Fondation de la faune du Québec. Le deuxième est celui de la caractérisation de l’émergence des insectes sur les lacs. Le troisième est celui de la restauration des bancs d’emprunt abandonnés depuis 2007, mené par l’équipe de Line Rochefort de la Faculté des sciences de l’agriculture et de l’alimentation de l’Université Laval. Le but du projet est d’accélérer la restauration végétale des bancs d’emprunt du parc créé par l’extraction de sable et gravier qui sont abandonnés depuis 40 ans. Le parc fait d’ailleurs l’objet d’un projet de modification de la limite du parc afin d’agrandir ce dernier et d’incorporer un secteur intéressant pour la conservation de cinq nouveaux sommets, de six lacs et de l’habitat du caribou des bois. L’équipe du parc mène aussi un projet de suivi de la nidification du plongeon huard depuis 2007 et invite les visiteurs à partager leurs observations de l’oiseau via des fiches d’observations.
L’un des buts principaux du parc national est la conservation des milieux naturels de la région de Charlevoix et des espèces qui y habitent. La protection des milieux aquatiques et des sommets sont des enjeux d’importance pour le parc national des Grands-Jardins. Un suivi rigoureux des quotas de pêche, l’identification des frayères et la caractérisation des nombreux plans d’eau permettent au parc de réduire au minimum la pression sur l’écosystème aquatique et favoriser un milieu favorable pour les populations d’omble chevalier et d’omble fontaine qui en dépendent. Des sentiers balisés et une sensibilisation des randonneurs permettent de réduire l’impact anthropique sur les écosystèmes fragiles des sommets de montagne.